# The One (film, 2011)
The One je americký hraný film z roku 2011, který režírovala Caytha Jentis podle vlastního scénáře. Snímek měl světovou premiéru na Philadelphia CineFest 8. dubna 2011.

## Děj
Daniel má krátce před svatbou se svojí snoubenkou Jen. Jednoho večera se v baru setká s bývalým spolužákem Tommym a stráví spolu noc. Daniel je zmatený, nicméně i po svatbě udržuje s Tommym utajený vztah. Poté, co se mu narodí dítě, přeruší s Tommym kontakt. Když Jen zjistí, že je Daniel gay, rozejde se s ním. Daniel se chce vrátit k Tommymu, ale ten se mezitím odstěhoval neznámo kam.

## Obsazení
| Jon Prescott           | Daniel        |
| Ian Novick             | Tommy         |
| Margaret Anne Florence | Jen           |
| David Albiero          | Toby          |
| Christopher Cass       | Danielův otec |
| Aimee Denaro           | Janie         |